# Radnice v Manětíně

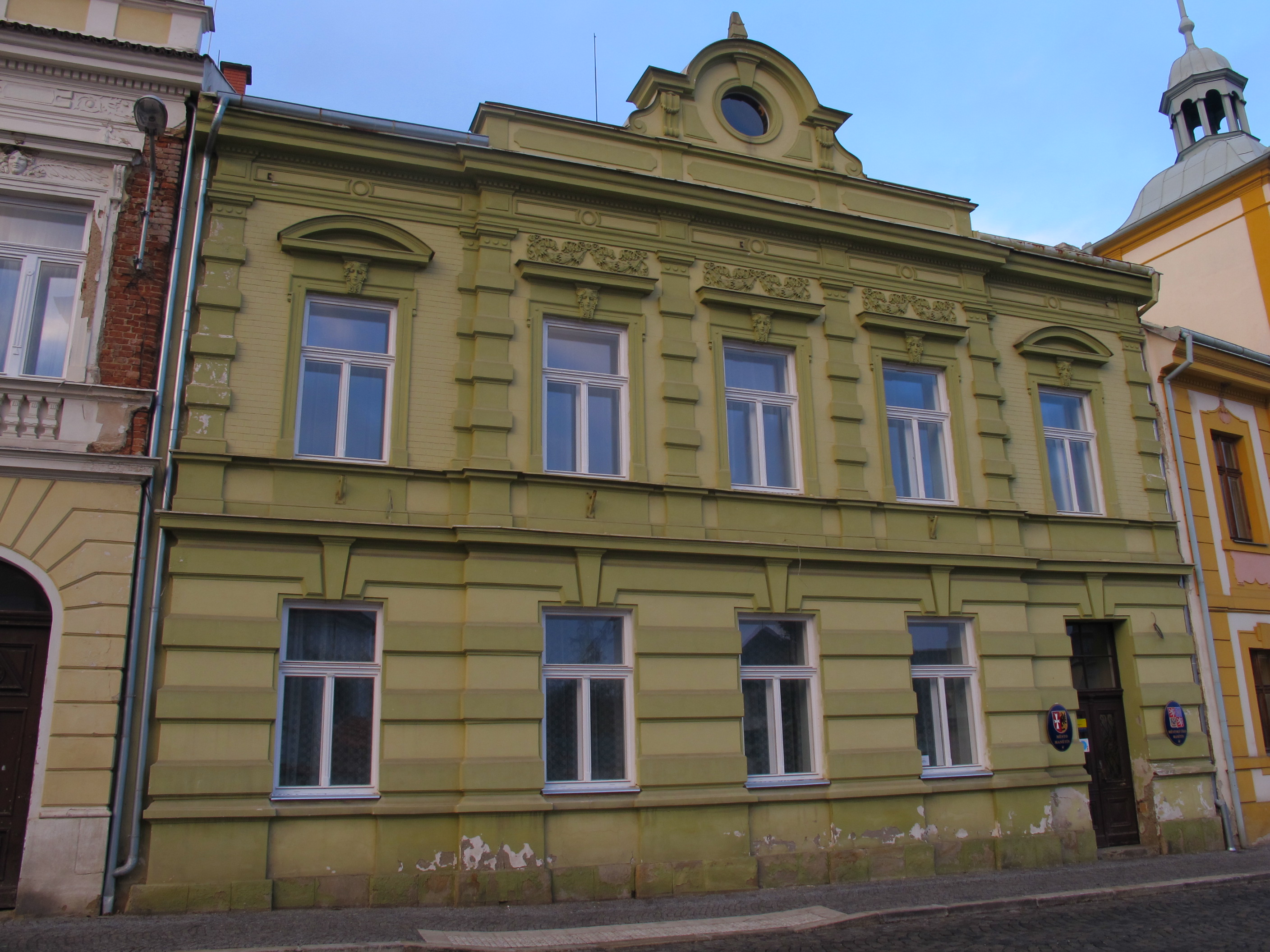
Budova čp. 89, sousedící s čp. 88 a starou radnicí v čp. 91

Radnice čp. 88 v Manětíně je novorenesanční reprezentativní budova města vhodně zakomponovaná do manětínského náměstí. Dům stojí naproti kostelu svatého Jana Křtitele. Architektonicky se jedná o objekt palácového typu s hodnotným interiérovým vybavením. Objekt je památkově chráněn jako kulturní památka rejstříkové číslo ÚSKP 23678/4-1405 pod názvem „radnice“ na základě zápisu z 18. 2. 1964. Spadá též do plošné ochrany městské památkové zóny Manětín (rejstříkové číslo ÚSKP 2148), vyhlášené 10. září 1992. Budova čp. 88 je součástí bloku radničních budov, který tvoří ještě sousedící budova čp. 89 (aktuálně sídlo města a městského úřadu) a dále budova čp. 91 (dominantní budova s věží, bývalá radnice se soudem, dnes městská knihovna). 

## Historie
Dům pochází z období kolem roku 1900, byl dokončen v roce 1910 na místě staršího objektu - hostince z 19. století, který je zachycen (včetně dvorního křídla) v dokumentaci stabilního katastru z roku 1839. Městský hostinec byl ještě poté provozován v přízemí nově postavené radnice s tím, že v horním patře budovy (tj. nad hostincem) fungovaly vlastní radniční kanceláře. K radnici (domu čp. 88) byl připojen i sousední dům čp. 89, který právě sousedí s tzv. starou radnicí v Manětíně (čp. 91). V současné době (rok 2021) je budova radnice využívána jako informační turistické centrum (přízemí), část městského úřadu a sklady.

## Popis
Manětínská radnice je řadový patrový objekt s postranními rizality a se dvěma symetricky umístěnými půlkruhově zaklenutými vstupy (okapová orientace, plechem krytá sedlová střecha) na obdélníkovém půdorysu. Na budovu navazují na západní a severní straně dvora patrová zděná křídla. Ta jsou kryta sedlovými střechami s krytinou tvořenou nakoso kladenými eternitovými šablonami. V pravé (mladší) části severního křídla se nachází dvouosá garáž, jenž nepodléhá památkové ochraně. Západní dvorní křídlo objektu je v jádře klasicistní.

## Stará manětínská radnice

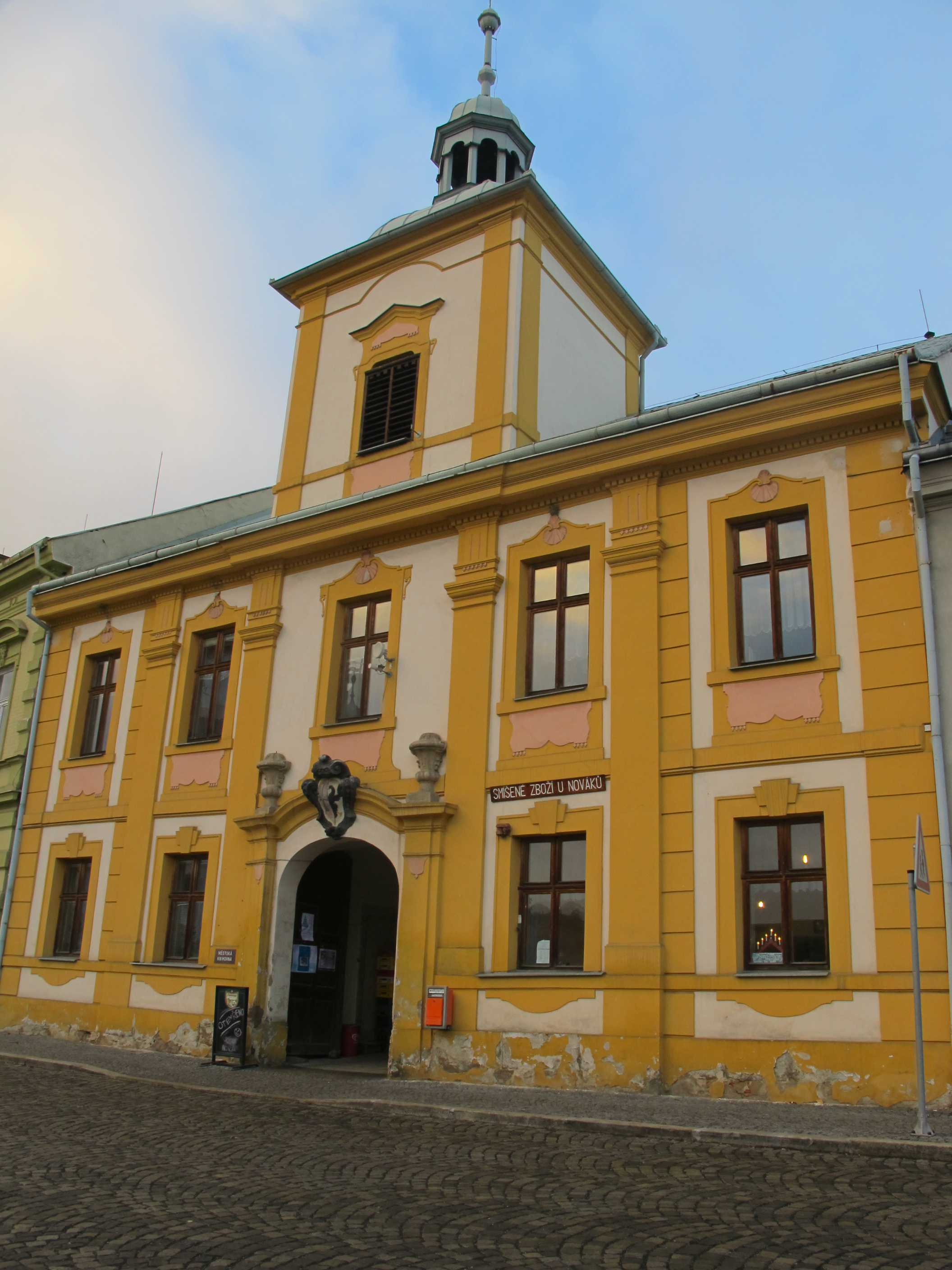
Stará (bývalá) manětínská radnice v čp. 91

V Manětíně existuje ještě tzv. stará (bývalá) manětínská radnice (dům číslo popisné 91). Ta se nachází rovněž na náměstí proti kostelu svatého Jana Křtitele. Barokní jednopodlažní stavba z roku 1721 byla zbudována na místě starších, požárem (v roce 1712) poničených domů. Na konci 18. století prošla tato stará manětínská radnice klasicistní přestavbou a v 19. století pak byla provedena ještě úprava fasád. V roce 1850 zde sídlil okresní soud, v přízemí fungovala radniční šatlava a poté věznice. V současné době (rok 2021) je objekt komerčně využíván, v prvním patře se nachází městská knihovna. Dům je symetrický, v prostřední části nad půlkruhovitě zaklenutým průjezdem (ohraničeným z obou stran pilastry) mu dominuje hranolová věž. Průčelí domu je nad průjezdem a mezi pilastry opatřeno segmentovým portálem, nad nímž je supraporta. Ta je po svých bočních stranách ozdobena reliéfními vázami a ve svém středu nese kartuši se znakem města Manětín. Vnitřní klenba průjezdu je typu pruská placka.